# Steinbrücke (Quedlinburg)
Die Steinbrücke ist eine denkmalgeschützte Brücke über den Mühlgraben in Quedlinburg in Sachsen-Anhalt. Sie ist ein mittelalterliches Zeugnis der Verkehrsgeschichte von nationalem Rang. Da sie sich allerdings unter dem heutigen Geländeniveau befindet, ist sie vor Ort nur schwer wahrzunehmen und war über längere Zeit in Vergessenheit geraten.

## Lage
Die im Quedlinburger Denkmalverzeichnis eingetragene Brücke liegt südlich des Markts der Stadt. Über sie verläuft die beidseitig bebaute Straße Steinbrücke.

## Architektur und Geschichte

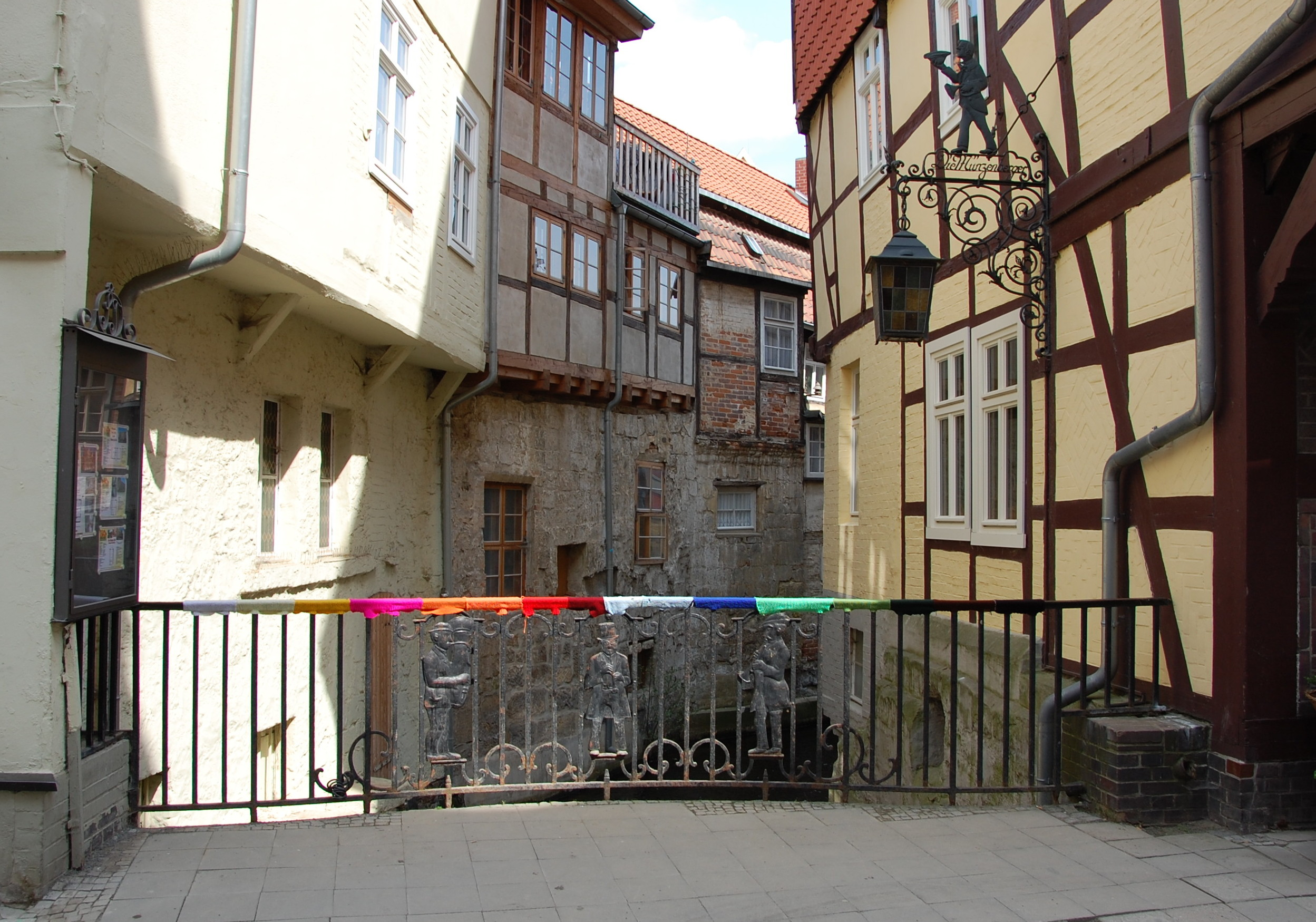
Brüstungsgitter im Bereich über dem Mühlgraben

Für den Standort wird erstmals im Jahr 1229 urkundlich das Bestehen einer Brücke erwähnt. Sie diente zur Überbrückung eines sumpfigen Geländes südlich des Marktes. Die Stadtgebiete Word und Pölle waren unbebaut. Die heutige Brücke besteht aus 23 steinernen Rundbögen und erstreckt sich über 103 Meter. Zum Teil wird die Zahl der Bögen auch nur mit 20 angegeben. Allerdings liegt der Scheitel der Brückenbögen 1,80 Meter unterhalb des Straßenpflasters der heutigen Straße Steinbrücke. Die Breite der Brücke beträgt 7,22 Meter. Die einzelnen Bögen haben eine Spannweite von etwa vier Metern, der Bogenradius beträgt 2,70 Meter. Als Baumaterial wurde harter Kalkstein eingesetzt. Die Dicke der Gewölbe macht 0,50 Meter aus. Die Bögen ruhen auf 1,57 Meter breiten Pfeilern, die allerdings nur eine Höhe von 0,35 Metern erreichen. Die Brücke führte somit bereits bei ihrem Bau nicht über einen tiefen Fluss, sondern über einen breiten versumpften Bereich.
Bereits im 13. Jahrhundert begann man mit der Trockenlegung der westlich und östlich der Brücke gelegenen Bereiche, um neues Bauland zu gewinnen. Es entstanden so auf beiden Längsseiten der Brücke bebaubare Flächen. Die so im Laufe der Zeit errichteten Häuser nutzten die Räume unterhalb der Brückenbögen als Teil ihrer Keller. So werden heute 21 der Bögen als Keller genutzt.
Im nördlichen Teil der Steinbrücke besteht im Bereich von zwei Bögen jedoch noch heute die ursprüngliche Brückenfunktion, da die Steinbrücke an dieser Stelle über den Mühlgraben führt. In diesem Brückenabschnitt wird die Straße durch aus der Zeit um das Jahr 1900 stammende Brüstungsgitter begrenzt, die mit einer Darstellung der Münzenberger Musikanten verziert sind.
Über die Jahrhunderte geriet die Brücke als Bauwerk in Vergessenheit. Bei Bauarbeiten zur Verlegung der städtischen Wasserleitung im Jahr 1880 stieß man wieder auf die Brücke.
Am Haus Steinbrücke 1, 2 befindet sich eine über die Steinbrücke informierende Tafel.